# Fran Rico
Francisco Manuel Rico Castro, né le 3 août 1987 à Portonovo (Espagne), est un footballeur espagnol qui évolue au poste de milieu de terrain.

## Biographie
Fran Rico joue plus de 100 matchs en première division espagnole.